# (2925) Beatty
(2925) Beatty (1978 VC5; 1939 GA; 1950 EW; 1976 HX; 1976 JH1; 1983 CP3; 1987 HV2) ist ein ungefähr sieben Kilometer großer Asteroid des inneren Hauptgürtels, der am 7. November 1978 von den US-amerikanischen Astronomen Schelte John Bus und Eleanor Helin am Palomar-Observatorium nordöstlich von San Diego in Kalifornien (IAU-Code 675) entdeckt wurde.

## Benennung
(2925) Beatty wurde nach J. Kelly Beatty, einem Mitherausgeber der astronomischen Zeitschrift Sky & Telescope, benannt. Der Asteroid wurde anlässlich seiner Hochzeit am 1. Oktober 1983 nach Beatty benannt. Beatty ist ein langjähriger Freund des Entdeckers Schelte John Bus und unterstützte als Geologe und Planetologe jahrelang die Beobachtung von Asteroiden am Palomar-Observatorium.